# Trấn Ninh (xã)
Trấn Ninh là một xã thuộc huyện Văn Quan, tỉnh Lạng Sơn, Việt Nam.

## Địa lý
Xã Trấn Ninh có diện tích 33,01 km², dân số năm 1999 là 2.541 người, mật độ dân số đạt 77 người/km².
Theo thống kê năm 2019, xã Trấn Ninh có diện tích 33,01 km², dân số là 2.298 người, mật độ dân số đạt 70 người/km².

## Danh nhân
| Tên           | Sinh thời | Sự nghiệp                                                                                 |
| ------------- | --------- | ----------------------------------------------------------------------------------------- |
| Lương Văn Tri | 1910-1941 | Ủy viên TW Đảng Cộng sản Đông Dương, chỉ huy Đội Du kích Bắc Sơn. Quê Bản Hẻo, Trấn Ninh. |